# Géraldine Marchand-Balet

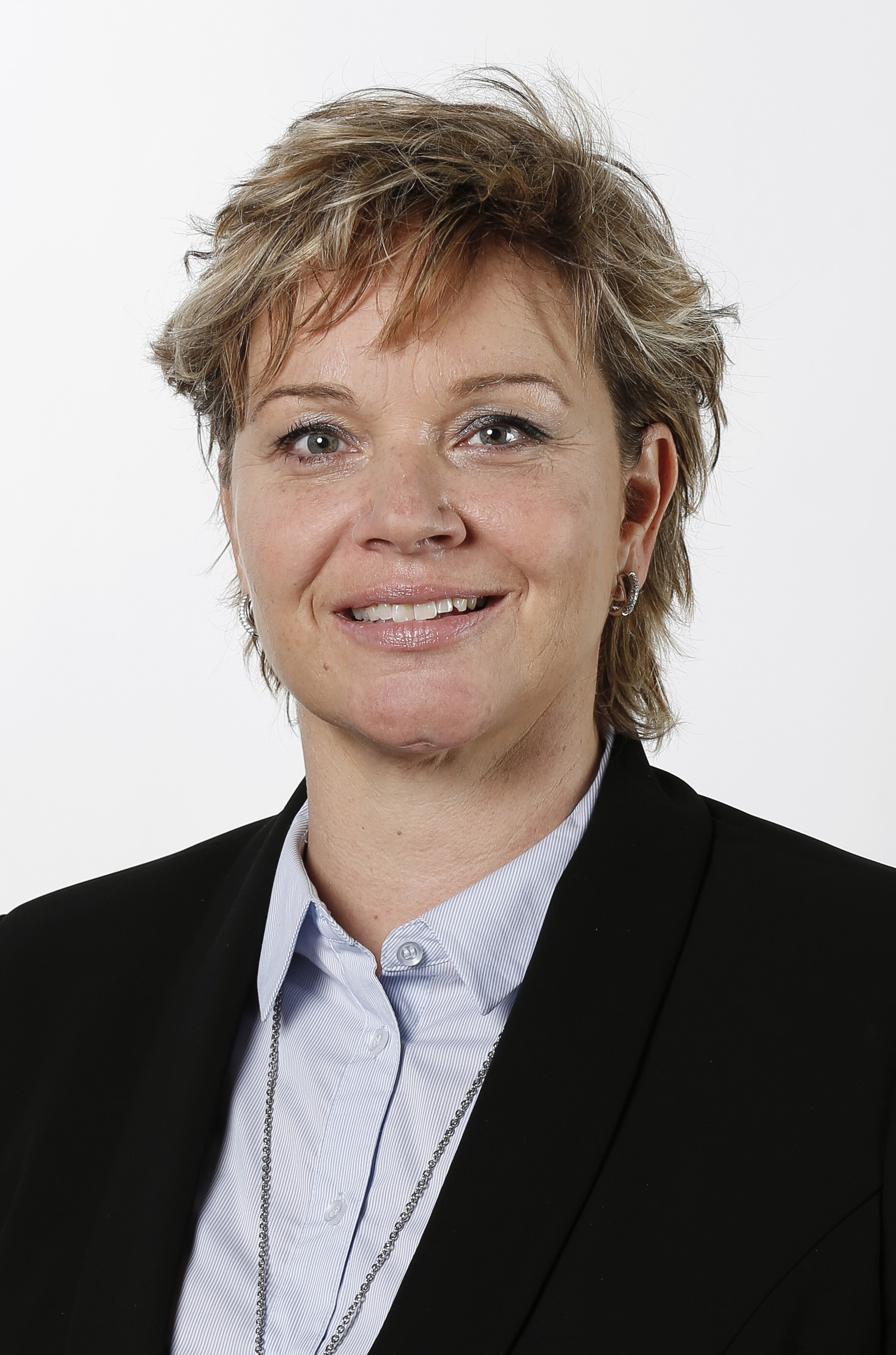
Géraldine Marchand-Balet

Géraldine Marchand-Balet (* 18. Januar 1971 in Sion; heimatberechtigt in Grimisuat) ist eine Schweizer Politikerin (CVP). Sie war von 2015 bis 2019 Nationalrätin und von 2009 bis 2019 Gemeindepräsidentin von Grimisuat (VS).

## Leben
Marchand-Balet war Krankenschwester im Spital Sitten und bildete sich später zur Betriebswirtschafterin weiter. 2000 wurde sie Leiterin des Fachhochschul-Projektes Management der Fachhochschule Wallis (HES-SO Wallis).
Von 2001 bis 2004 war sie Gemeinderätin von Grimisuat, 2005 übernahm sie das Amt der Vize-Gemeindepräsidentin und vier Jahre später dasjenige der Gemeindepräsidentin. Im Jahr 2013 wurde sie in den Grossrat des Kantons Wallis gewählt, wo sie in der Finanzkommission sass. Aus dem Kantonsparlament trat sie zurück, nachdem sie bei den Schweizer Parlamentswahlen 2015 in den Nationalrat gewählt worden war. Im Nationalrat war sie Mitglied der Kommission für Wissenschaft, Bildung und Kultur.
Bei den Nationalratswahlen 2019 trat sie nicht erneut an. Auf Ende 2019 trat sie auch als Gemeindepräsidentin von Grimisuat zurück. Sie beendete ihre politische Karriere und übernahm eine leitende Funktion im privaten Gesundheitssektor.
Marchand-Balet ist verheiratet und hat zwei erwachsene Kinder.